# 도산도

도산도

도산도(일본어: 東山道)는 고키시치도의 하나로, 혼슈의 내륙 지역과 도호쿠 지방에 해당한다.

## 행정 구역
도산도에는 다음 구니가 포함된다. 기나이에서 가까운 순으로 아래와 같다.
- 오미국(近江国)
- 미노국(美濃国)
- 히다국(飛騨国)
- 시나노국(信濃国)
  - 721년에서 731년까지
    - 스와국(諏方国)
    - 시나노국(信濃国)
- 고즈케국(上野国)
- 시모쓰케국(下野国)
- 무사시국(武蔵国) (771년부터 도카이도에 포함된다.)
- 무쓰국(陸奥国)
  - 718년부터 수년 간
    - 이와세국(石背国)
    - 이와키 국(石城国)
    - 무쓰국(陸奥国)

  - 1868년 분할 후
    - 이와시로국(岩代国)
    - 이와키 국(磐城国)
    - 리쿠젠국(陸前国)
    - 리쿠추국(陸中国)
    - 무쓰국(陸奥国)
- 데와국(出羽国)
  - 1868년 분할 후
    - 우젠국(羽前国)
    - 우고국(羽後国)

## 같이 보기
- 나카센도
- 산리쿠